# 上海玻璃博物馆

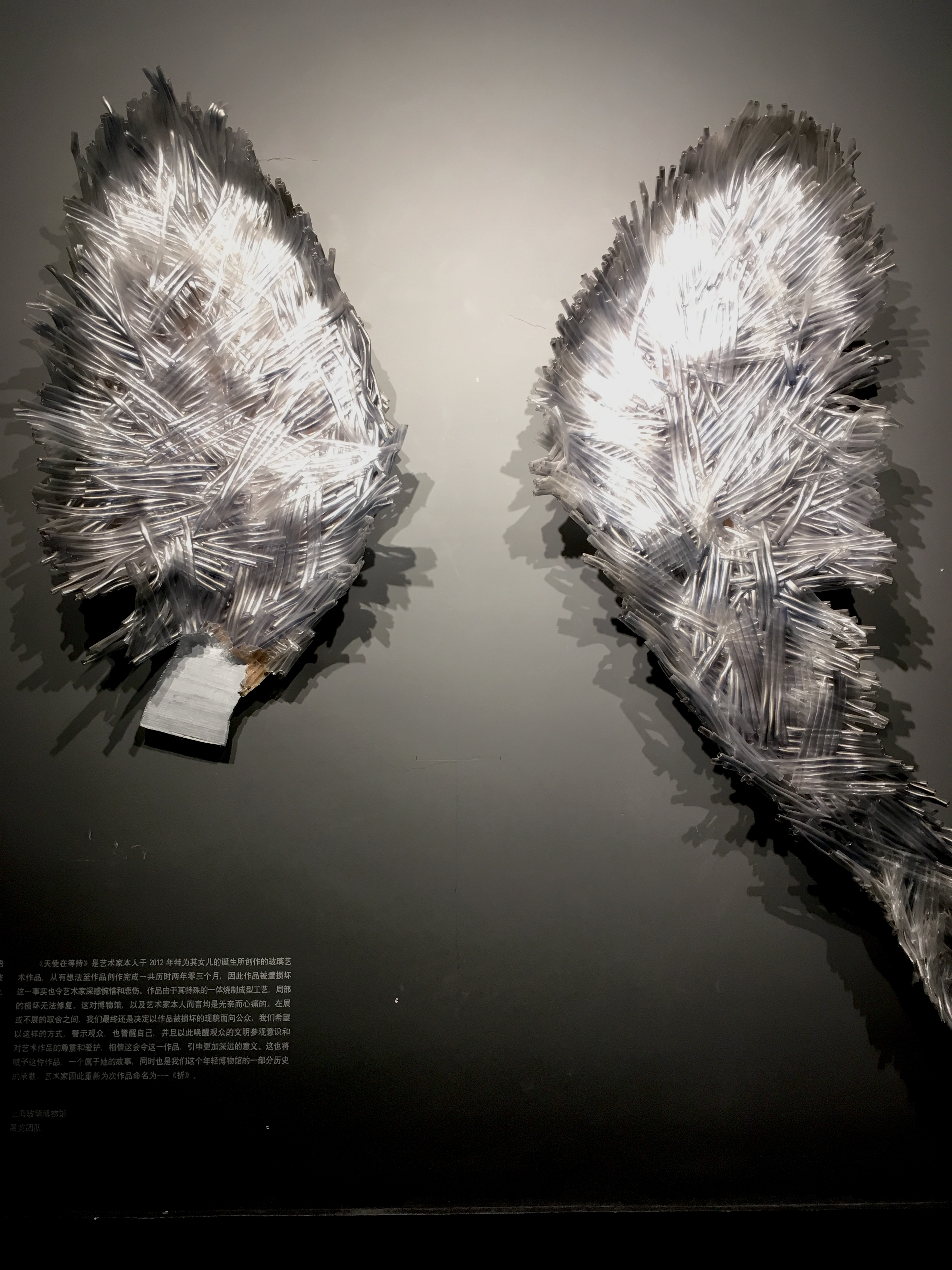
上海玻璃博物馆展品《折》（原名《天使在等待》，被参观的儿童失手毁坏后改为现名）

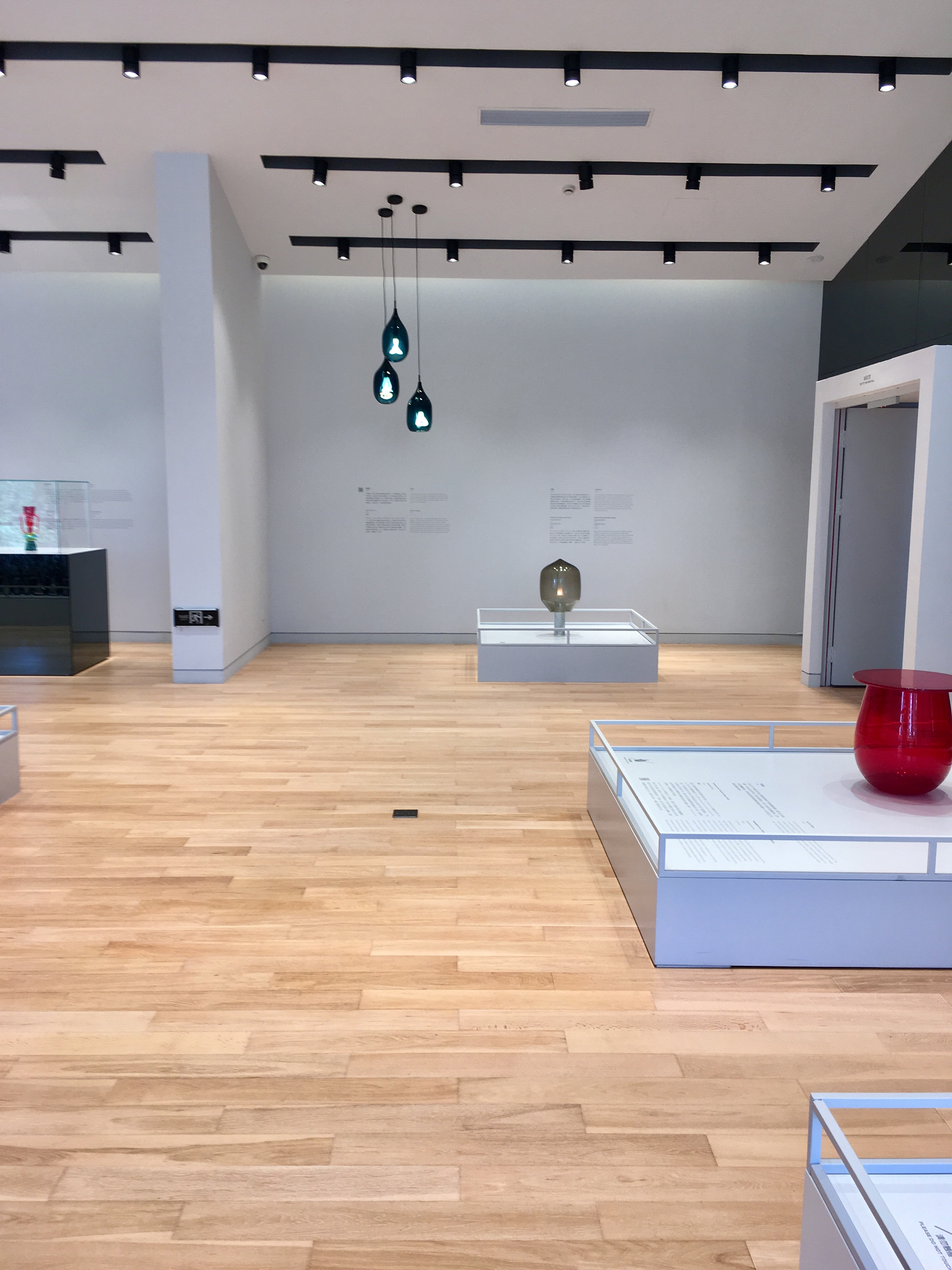
2016年开放的上海玻璃博物馆新馆

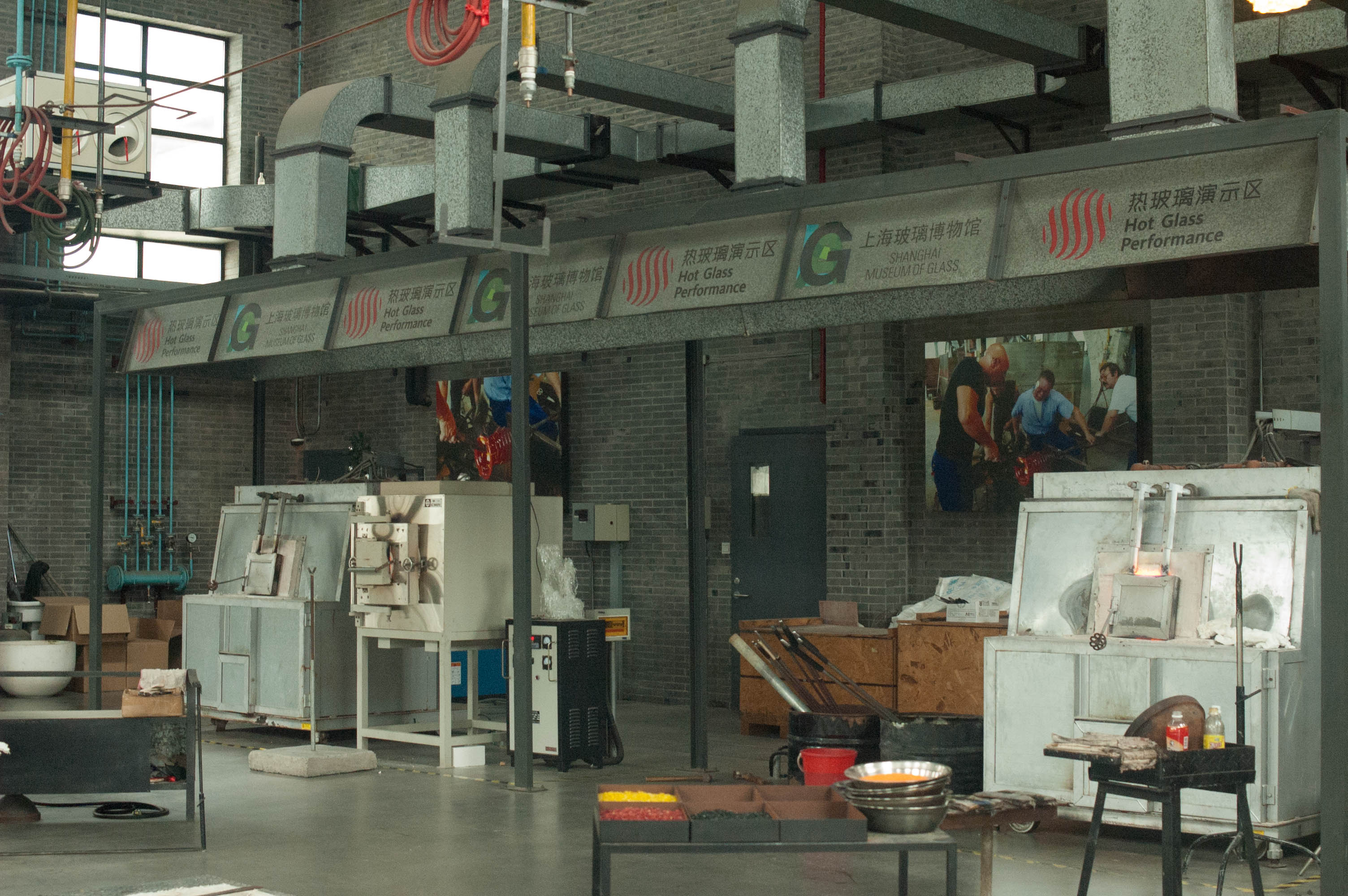
上海玻璃博物馆演示

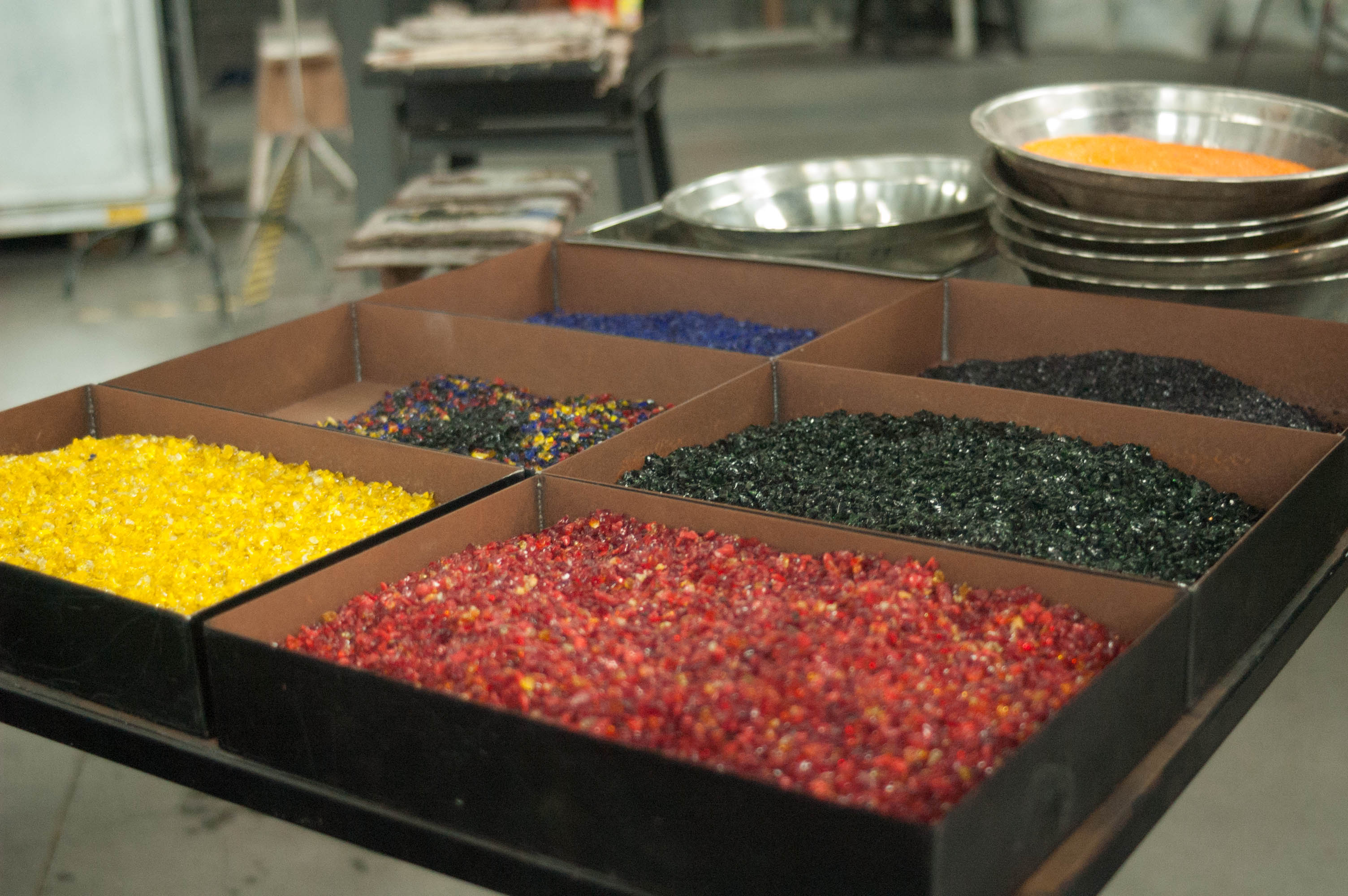
上海玻璃博物馆玻璃添加色彩原料

上海玻璃博物馆位于上海市宝山区长江西路685号，由上海轻工玻璃有限公司资助建立，是一家以玻璃为主题的市级专业博物馆。

## 场馆介绍
上海玻璃博物馆于2011年5月起对外开放，总展示面积近3000平米，主要介绍了玻璃材料、玻璃技术发展、玻璃的应用等，另有专门展馆展出有众多精致的玻璃艺术品。同时博物馆还有热玻璃表演，游客可观赏玻璃吹制的过程，并且可亲自参与吹制，以及学习制作玻璃工艺品。

## 参观信息
- 开放时间：周二至周日 9:30 - 17:00 （16:30停止售票）；周六设夜场，5月1日-10月31日 17:00 - 21:00 （20:30停止售票）；周一闭馆，如遇法定节假日博物馆将照常开放[3]。
- 公共交通：可乘轨道交通1号线、3号线，公交95、849、159、728、726、810、552路。